# メラブ・ママルダシュヴィリ
メラブ・ママルダシュヴィリ (グルジア語: მერაბ მამარდაშვილი、1930年9月15日 - 1990年11月25日) は、ジョージアの哲学者。

## 経歴
ジョージア東部、ゴリ生まれ。1955年、モスクワ大学哲学科卒業。1968年から1987年の間、科学雑誌 "Voprosi Filosofii" ("Questions of Philosophy")の副編集長を務め、モスクワ大学教授に就任。ロシア科学アカデミー哲学研究所の会員となる。1987年から1990年の間、 ジョージア科学アカデミーのツェレテリ哲学研究所所長、及びトビリシ国立大学教授を務めた。
1990年11月25日、モスクワのヴヌーコヴォ国際空港にて心臓発作で亡くなり、トビリシにあるサブルタロ墓地の 家族の墓に埋葬された。2001年5月、彼の記念碑がトビリシで公開された。

## 哲学
生前出版された著作は僅かであるが、彼の講義(その講義スタイルを彼や他の人は「対話」と呼び、ロシア(或いはジョージア)のソクラテスと呼ばれた)は、死後に教え子のYuri Senokosovと前モスクワ政治学校共同創設者のElena Nemirovskayaによって出版された。またドイツやフランスなどの他国で講演も行っている。
デカルトとドイツ哲学(特にカント)の影響を受け、認識の合理主義理論に貢献した。主な研究分野は、分析と総合の過程に関する一般的なグノセオロジー的概念、科学と歴史哲学研究の方法論、社会的存在における意識の役割、意識と美学の関係、言語と意識の総合的なメタ理論だった。彼は意識を哲学の究極の主題と考えていた。
彼の造語で最も有名なものに次のようなものがある。「意識は逆説性だ。慣れることが不可能であり」、「意識は経験不可能な経験の経験である」、「現象学はすべての哲学に付随する特徴である」、「孤独が私の職である」など。
2002年に出版された著作集のプレビューでは、「最も興味深い現代哲学者の一人であり、非の打ちどころのないスタイル、不思議な魅力、稀有な優しさを持つ人物」と紹介されている。そこでは、彼の興味はすべて、人間の人格、その自由と責任、人生における哲学の役割、文化における哲学の位置づけに集中していることも述べられている。

## 著作
- The process of analysis and synthesis (1958)("Процессы анализа и синтеза")
- Forms and Contents of Thinking (1968) (Формы и содержание мышления)
- Converted form [1970] ( "Форма превращенная" - article for the Encyclopedia of Philosophy)
- Symbol and Consciousness  (Символ и сознание), (1974), together with A. Piatigorsky (published 1982)
- The Problem of Objective Method in Psychology (1977)
- The Arrow of Cognition (1978)
- Classic and Non-classic Ideals of Rationality (1984) (Классические и неклассические идеалы рациональности)
- Phenomenology and its Role in Contemporary Philosophy (1988)
- How Do I Understand Philosophy? (1990) (Как я понимаю философию)
- Kantian Themes (1990) ("Кантианские вариации", published 1991 in the philosophical almanac "Quintessence" p. 120-158)
- Conscious and the Philosophical Calling (1988)
- Cartesian Meditations[1986] (published 1993) (Картезианские размышления)
- Aesthetics of Thinking [1987](published 1993) ("Эстетика мышления")
- Psychological Topology of Path (Lectures on Proust)[1981] (published 1997) (Психологическая топология пути (Лекции о Прусте))

## 記録
- Socrates in a duel (dir. Tamara Dularidze)
- Georgian Kant (dir. Olga Rolengoff)
- The way home (dir. Nikolai Drozdov)
- Time of Merab (dir. Olesya Fokina)
- Merab Mamardashvili (dir. Valery Balayan)